# Wacław Wierzbicki (duchowny)
Wacław Wierzbicki herbu Radwan (zm. w sierpniu 1555) – polski duchowny rzymskokatolicki, sekretarz królewski, kanonik wileński.
Od 1534 ordynariusz żmudzki. Za jego rządów miał miejsce gospodarczy i religijny rozwój diecezji.  W 1555 przeprowadził synod diecezjalny.